# Palliduphantes montanus
Palliduphantes montanus là một loài nhện trong họ Linyphiidae.
Loài này thuộc chi Palliduphantes. Palliduphantes montanus được Wladislaus Kulczynski miêu tả năm 1898.